# 屏東武德殿
屏東演武場為屏東縣屏東市的歷史建築，創建於昭和4年(1929年)，其為日治時期武德殿僅存建物，提供警察練武的場所空間。其在戰後由軍方接收作為「軍人服務站」，於2018年進行修復工程，已於2019年修復完成。

## 介紹
屏東武德殿興建於1930年，屬於大日本武德會臺灣本部高雄支部屏東支所，在戰後由軍方接收後，自1951年作為中華民國軍人之友社屏東縣軍人服務站。期間一度出租給便利商店和餐飲業者使用，並改建了原有的隔間、地板、和窗戶等結構。其主體結構、門廊圓柱和屋頂仍維持舊貌，並在2003年被登錄為屏東縣歷史建築。屏東縣政府於2015年將此建築從軍方回收，自2018年開始修繕工程，並經其臨道路的其他增建拆除。

## 建築物
此原為日本時代的武德殿演武場，戰後由軍方接收並改為軍人服務站。原武德殿演武場建築坐北北東朝南南西，空間格局為台灣武德殿建築中簡單基本型的作法，內部原為單一大空間，以榻榻米或木板區分為柔、劍道場；入口門廊外側為圓柱，內側為附壁圓柱，屋頂採唐破風作法。武德殿演武館為地方層級的武道館設施，具有地方史料意義。
屏東演武場外牆為磚造承重牆構造，木構造屋架洋式桁架系統,斜屋頂形式為四面坡寄棟屋根，覆蓋黑瓦，銅製排水槽及落水管。
屋身立面粉刷層主要為水泥洗石子，並做出不同高低差層次。
棟札一般以毛筆書寫記載建物建造或修繕記錄，内容包括工程名稱、上樑的年、月、日，主要參與工程人員(工匠)、關係人員姓名、神官以及為維護建物祈願而請來庇佑的各神明等等文字，用以感謝參與人員，並祈求後續工程順利進行，建築物使用能平安長久，現況該棟札仍置放在木屋架上方。

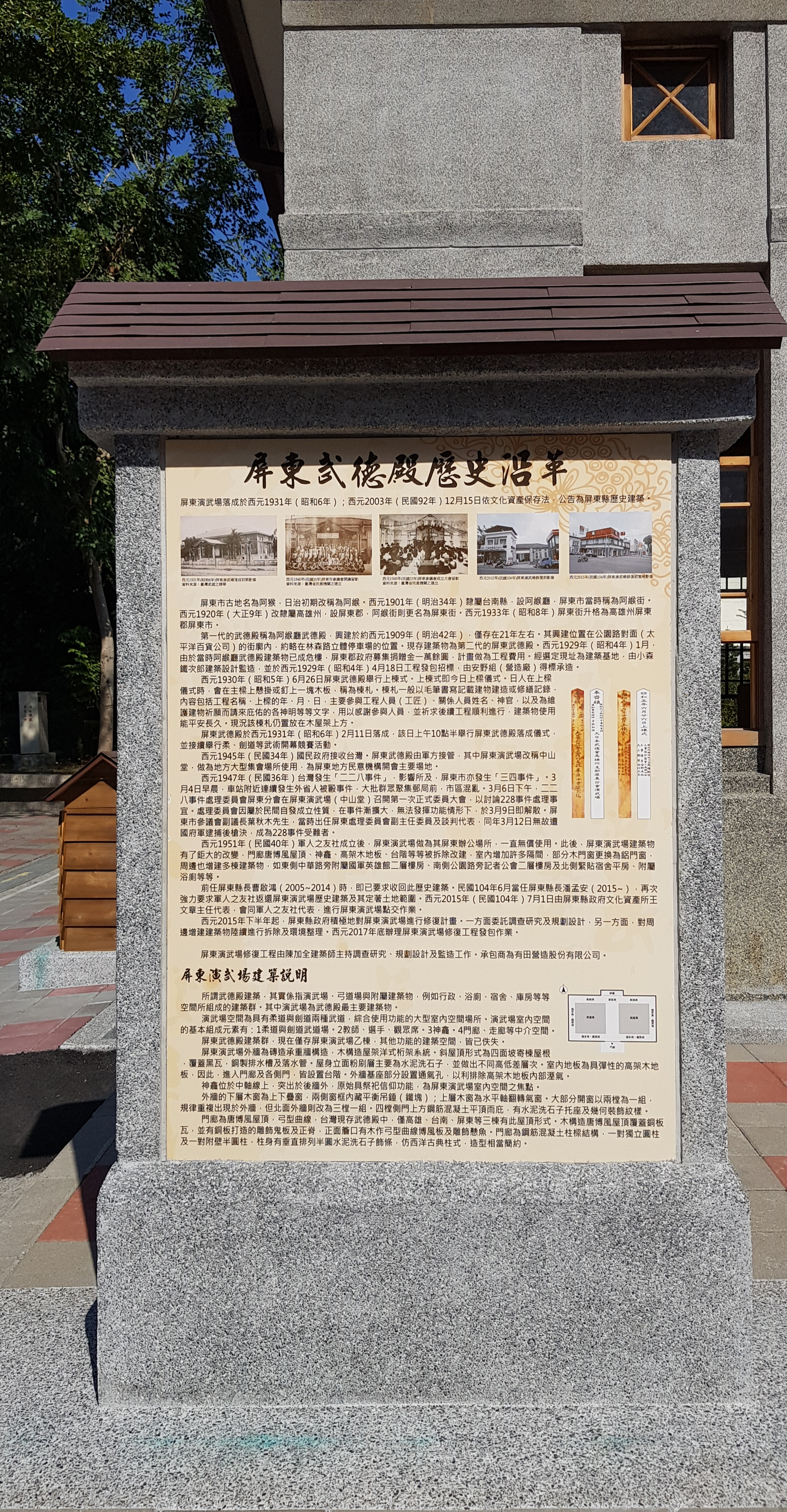
屏東武德殿歷史沿革
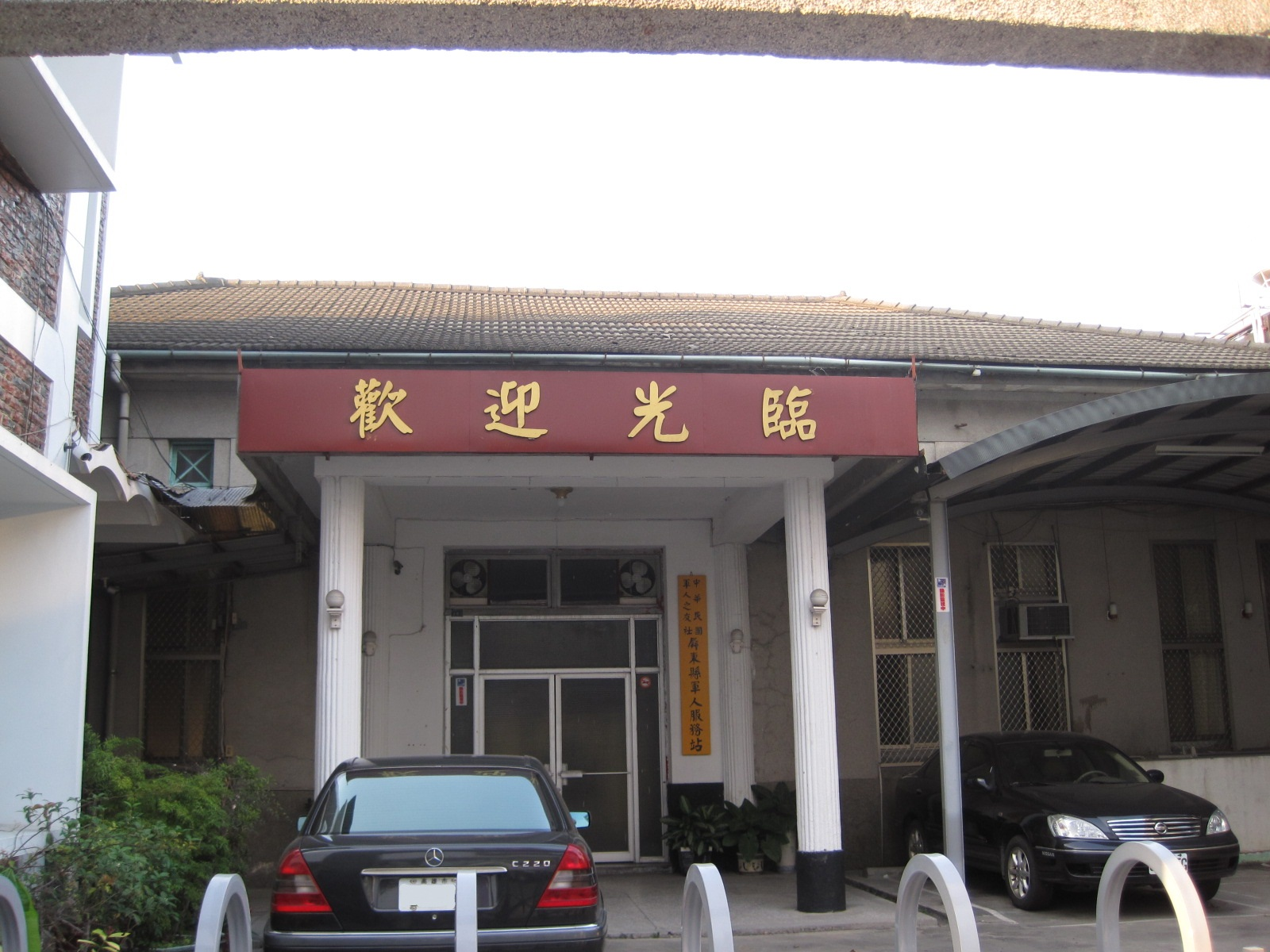
修復前樣貌
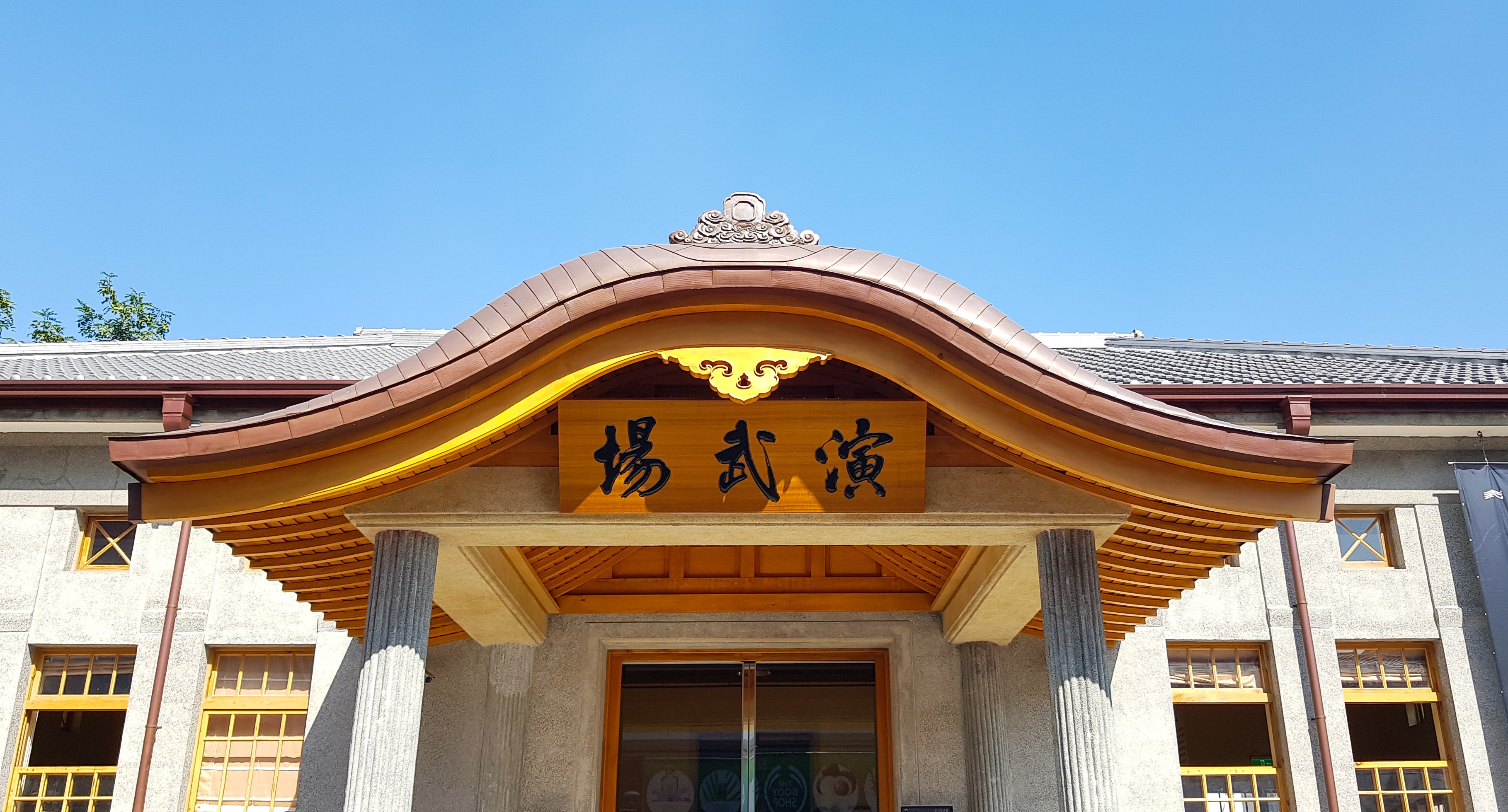
演武場建築
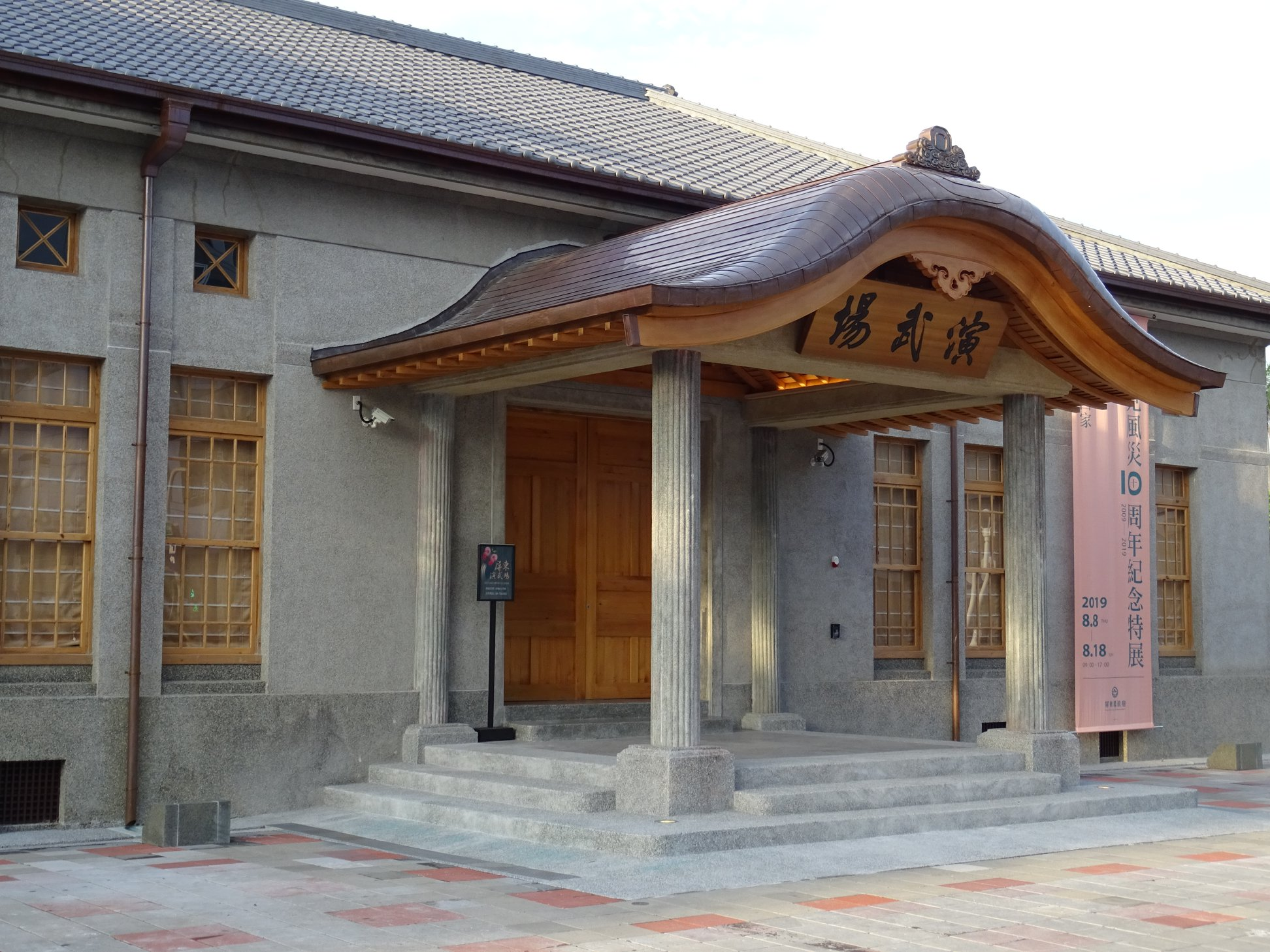
破風屋頂
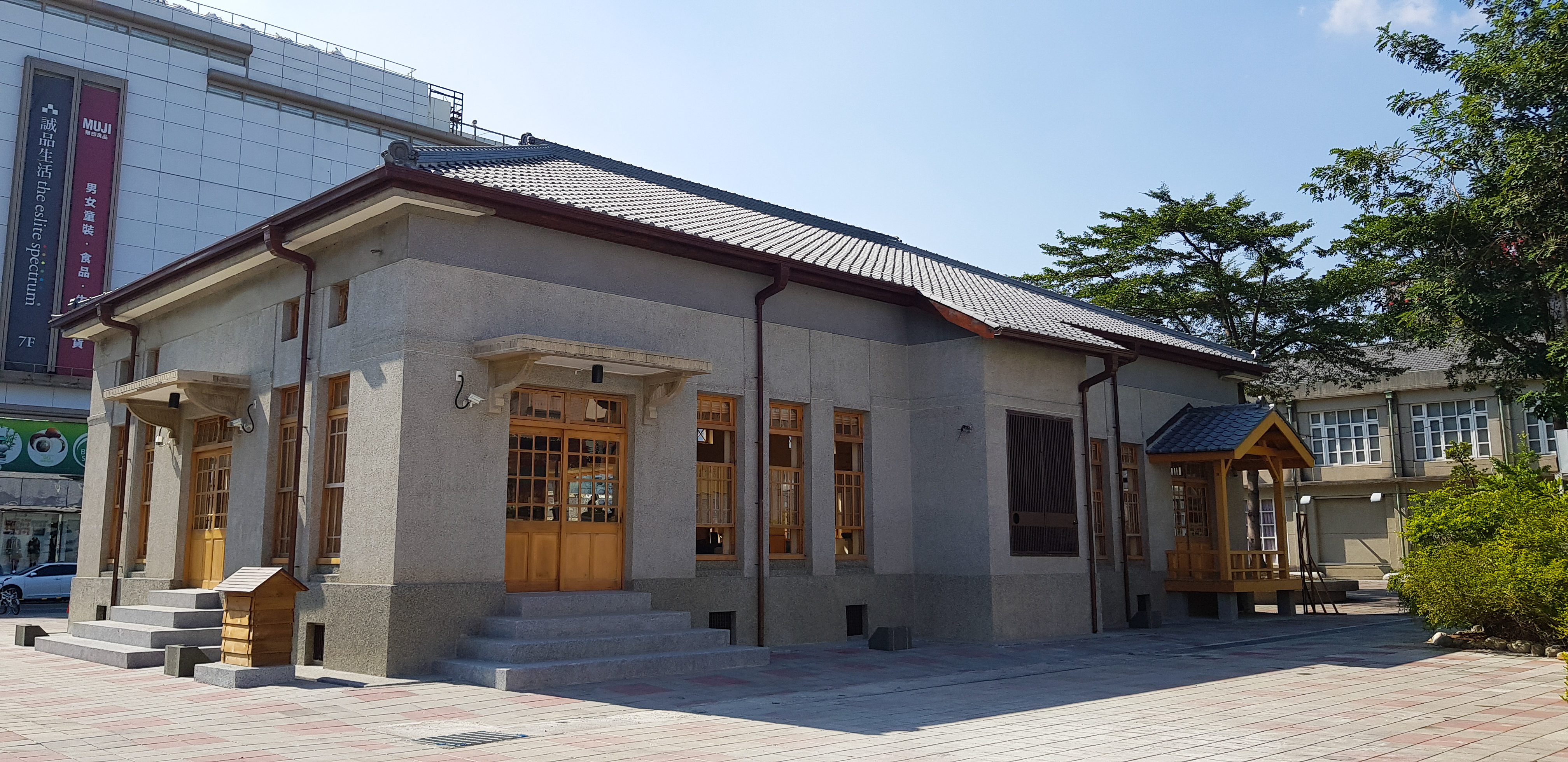
演武場背側面建築
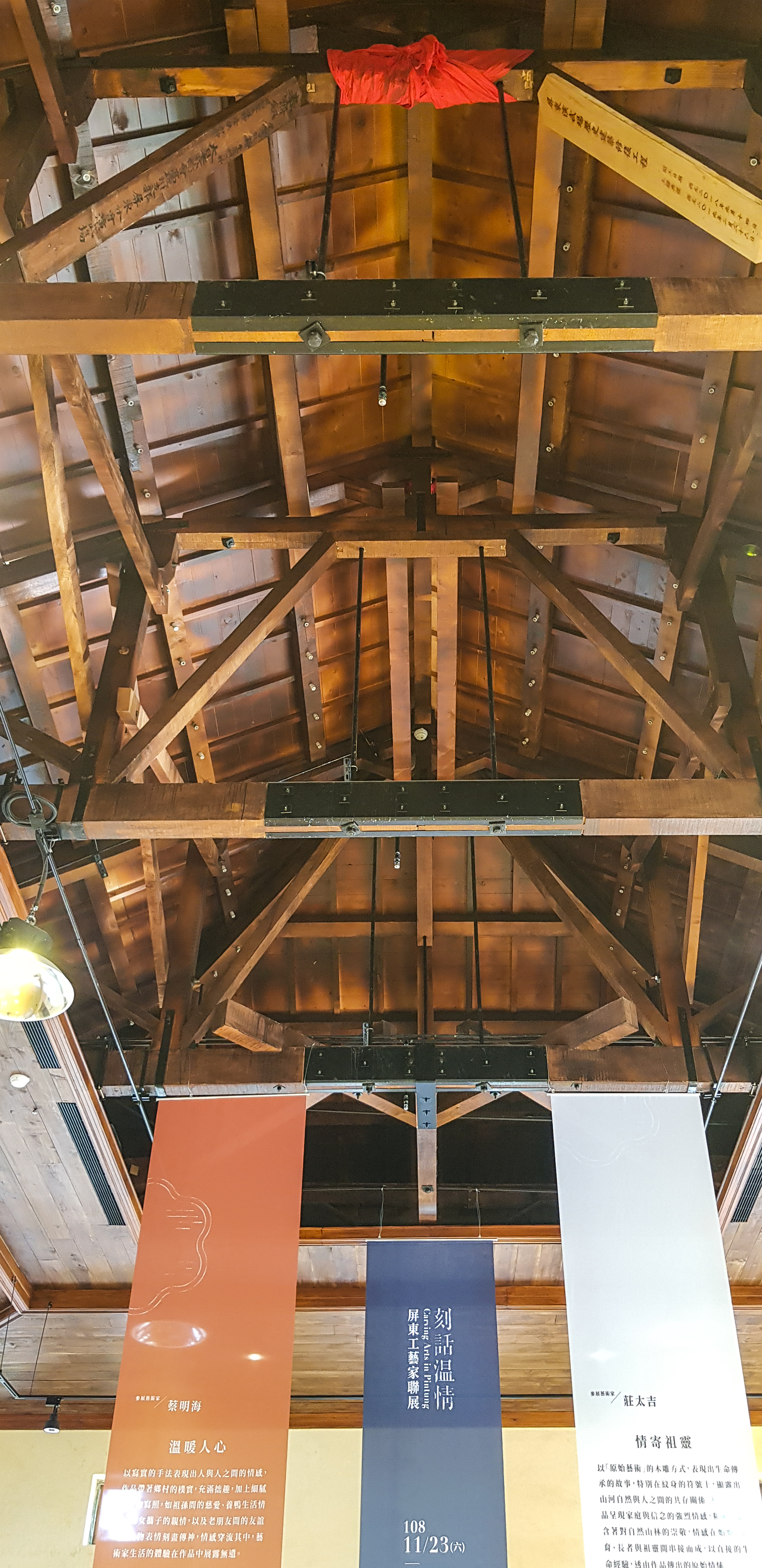
演武場-棟札
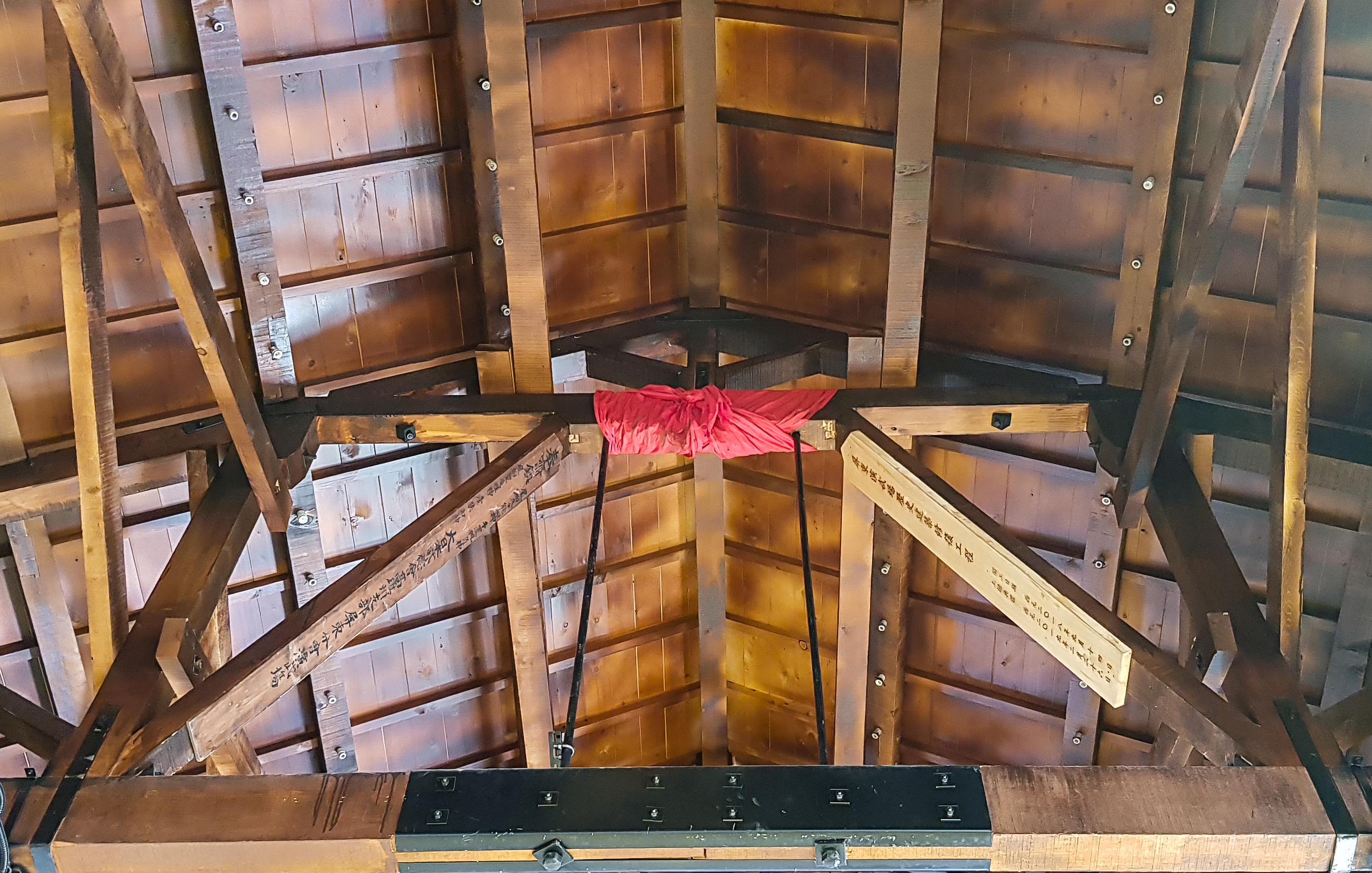
演武場-棟札
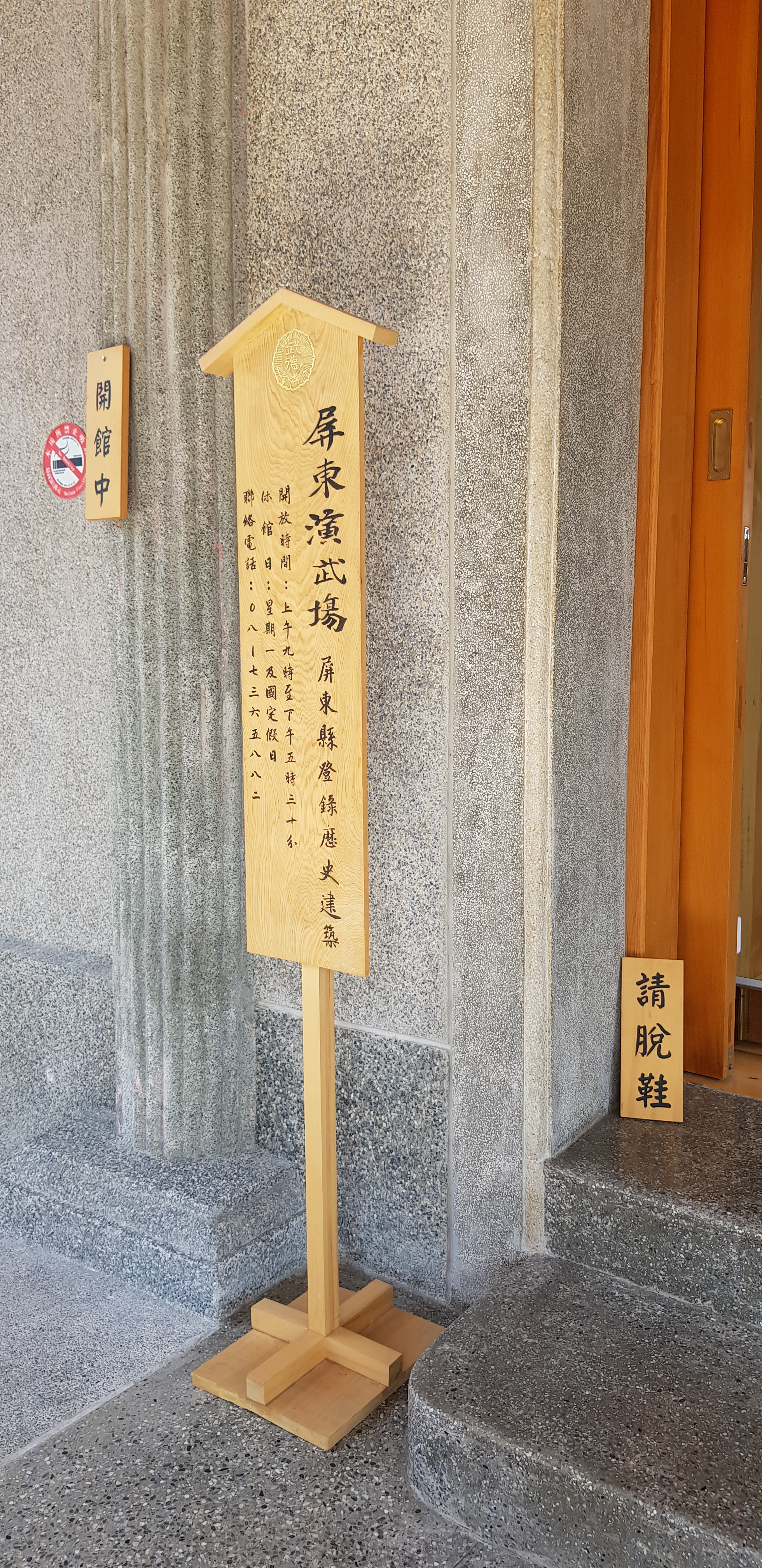
演武場開放時間